# Andrij Czeremucha
Andrij Czeremucha (ur. 13 grudnia 1901, zm. 3 grudnia 1945) – ukraiński rolnik i sowiecki urzędnik, Sprawiedliwy wśród Narodów Świata, ofiara zamachu ukraińskich nacjonalistów.

## Życiorys
Urodził się 13 grudnia 1901 roku. Jego żoną była Anastasija, z którą miał troje dzieci - najstarszego syna Wałentyna (ur. 1930) oraz dwie córki. Posiadając niewielkie gospodarstwo rolne we wsi Charaług utrzymywał kontakty handlowe z żydowską rodziną Tesslerów z Międzyrzecza Koreckiego, która zajmowała się handlem zbożem.
W czasie okupacji niemieckiej po likwidacji getta w Międzyrzeczu Koreckim Czeremuchowie udzielili schronienia trojgu osobom z rodziny Tesslerów. Przez dziewięć miesięcy przechowywali ich w kryjówce wykopanej pod podłogą a później na strychu jednej ze stodół. Później Żydzi opuścili kryjówkę i przy pomocy Wałentyna Czeremuchy przedarli się na Żytomierszczyznę do partyzantki sowieckiej.
Podczas drugiej okupacji sowieckiej Andrij Czeremucha objął posadę w wydziale finansowym administracji rejonowej. Został zastrzelony 3 grudnia 1945 przez ukraińskich nacjonalistów we wsi Kołowerta podczas przygotowań do wyborów do Rady Najwyższej ZSRR.

## Odznaczenia
W 1990 roku Instytut Jad Waszem pośmiertnie uhonorował Andrija Czeremuchę, a także wdowę po nim i jego syna Wałentyna, tytułami Sprawiedliwych wśród Narodów Świata. 